# Geoffrey Dear, Baron Dear

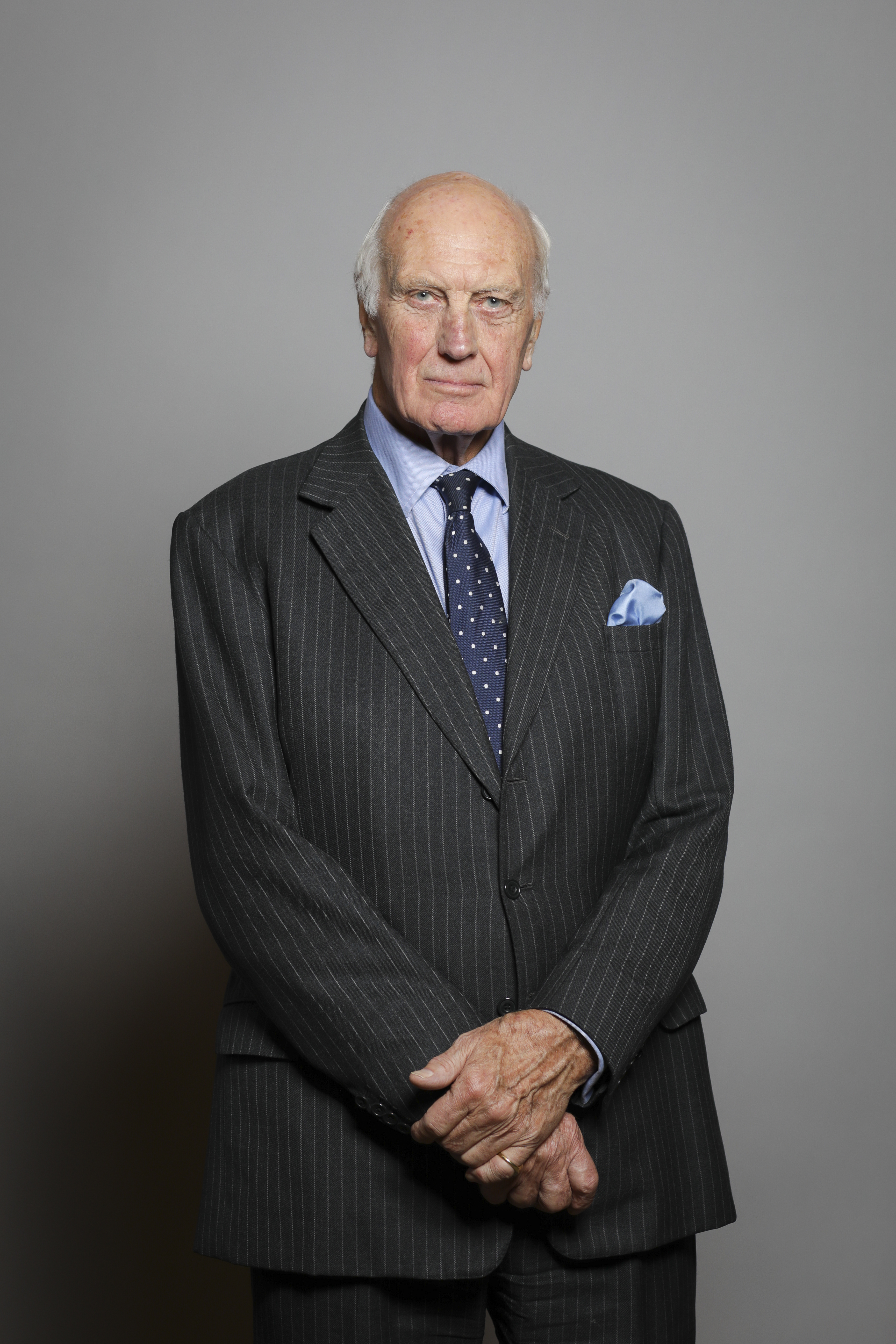
Geoffrey Dear, Baron Dear

Geoffrey Dear, Baron Dear (* 20. September 1937 im Vereinigten Königreich) ist ein früherer britischer Polizist. Er wurde mit der Queen’s Police Medal ausgezeichnet und am 2. Mai 2006 zum Life Peer ernannt.

## Leben
Dear wuchs als Sohn von Cecil William Dear und Violet Mackney auf und besuchte die Fletton Grammar School in Huntingdonshire. Als Kadett begann er an der  Peterborough Combined Police. 1956 wurde er zum Konstabler ernannt. 1965 besuchte er das University College London, um mit einem Stipendium Rechtswissenschaften zu studieren. 1968 schloss er sein Studium ab und wurde „Divisional Commander“ in Cambridge und anschließend stellvertretender Chief Constable (Operations) des Nottinghamshire Combined Constabulary. 1975 bis 1977 arbeitete er am Bramshill Police College als Director of Command Training. 1979 wurde er mit der Queen’s Commendation for Brave Conduct ausgezeichnet, weil er einen bewaffneten Mann verhaftete, der sich mit seinem Sohn als Geisel in einem Haus verbarrikadiert hatte.
1980 wurde er als „Deputy Assistant Commissioner“ zur Metropolitan Police versetzt. Dort wurde er der breiten Öffentlichkeit bekannt, weil er nach dem Aufstand in Brixton 1981 Polizisten dazu ausbildete, ethnische Besonderheiten zu beachten. Ebenso leitete er eine interne Ermittlung. Am 1. Dezember 1981 wurde er zum „Assistant Commissioner "D"“ (Personnel and Training) befördert. 1982 wurde er mit der Queen’s Police Medal (QPM) ausgezeichnet. Er leitete 1983 die Untersuchung einer Schießerei, bei der Steven Waldorf, ein Schneidetechniker, mit einem Schwerverbrecher verwechselt und von der Polizei schwer verwundet wurde. 1984 wurde er Assistant Commissioner "A" (Operations and Administration). 1985 wurde er „Chief constable“ der West Midlands Police.
Dort wurde er erneut mit internen Ermittlungen betraut, nachdem ein Junge von der Polizei erschossen wurde. Ebenso übernahm er die Ermittlungen im Falle der Aufstände von Handsworth. Er leitete große Veränderungen innerhalb des Polizeireviers ein. 1989 übernahm er einen weiteren großen Fall, die Ermittlungen nach der Hillsborough-Katastrophe. Am 1. April 1990 wurde er zum HM Inspectorate of Constabulary versetzt. Neujahr 1997, kurz vor dem Ruhestand, wurde er zum Knight Bachelor geschlagen.
Am 2. Mai 2006 wurde er als Baron Dear, of Willersey in the County of Gloucestershire, zum Life Peer ernannt. Heute nimmt er eine aktive Rolle im House of Lords ein und ist als Crossbencher in Angelegenheiten der inneren Sicherheit, bei der Bekämpfung von Kriminalität, aber auch bei ländlichen Angelegenheiten involviert. Zu seinen größten Erfolgen im House of Lords zählt die Verhinderung eines Gesetzes, das die Länge der Untersuchungshaft ohne Anklage für mutmaßliche Terroristen von 24 auf 42 Tage verlängert hätte. Vergeblich versuchte Lord Dear im Juni 2013 durch einen Verwerfungsantrag das Gesetz zur Ausweitung der Ehe auf gleichgeschlechtliche Paare zu verhindern.
Bis Januar 2020 nahm er regelmäßig bei Abstimmungen teil.
Er ist Deputy Lieutenant von Worcestershire und Ehrenmitglied des Gray’s Inn, des University College London und der Birmingham City University.
Dear heiratete 1958 Judith Stocker. Mit ihr hat er zwei Töchter und einen Sohn. Nach dem Tod seiner Frau 1996 heiratete er 1998 erneut.